# La Boixeda (Sant Sadurní d'Osormort)
La Boixeda és una masia de Sant Sadurní d'Osormort (Osona) protegida com a bé cultural d'interès local.

## Descripció
Masia de planta rectangular coberta a dues vessants i amb el carener paral·lel a la façana priincipal. Cal remarcar que la façana té el portal adovellat amb la dovella central datada però il·legible. Al damunt hi ha una finestra amb l'ampit decorat amb formes geomètriques i la llinda amb un baix relleu on s'hi dibuixen una figura masculina i una altra femenina de caràcter molt primitiu. Els ampits de les altres finestres del primer pis també són decorats i la de la dreta té forma gòtica. Presenten boniques reixes de ferro forjat. Es construïda bàsicament amb pedra per bé que a la part de migdia hi ha algunes construccions de totxo.

## Història
Situada a la vall de riera Major, a la part alta de la carretera de Sant Hilari. Aquest mas el trobem registrat en el fogatge de la parròquia i terme d'Espinelves i de Sant Sadurní d'Osormort el 12 d'octubre de 1553; per aquella època habitava el mas un tal Joan Boixeda. La casa es degué reformà al segle xvi com s'endevina en la dovella del portal on es llegeix només 15[...]. Cal remarcar la bellesa i primitivisme de les dues figures, en baix relleu de la llinda de la finestra de migdia.